# Saint-Victor-l’Abbaye
Saint-Victor-l’Abbaye ist ein Ort und eine französische Gemeinde mit 751 Einwohnern (Stand: 1. Januar 2022) im Département Seine-Maritime in der Region Normandie (vor 2016 Haute-Normandie).

## Lage und Klima
Saint-Victor-l’Abbaye liegt auf halbem Wege zwischen Rouen (ca. 40 km südlich) und dem Seebad Dieppe. Das in hohem Maße vom Atlantik beeinflusste Klima ist insgesamt eher mild; Regen (ca. 850 mm/Jahr) fällt überwiegend im Winterhalbjahr.

## Bevölkerungsentwicklung
| Jahr                      | 1800 | 1851 | 1901 | 1954 | 1999 | 2020 |
| Einwohner                 | 582  | 602  | 481  | 465  | 624  | 761  |
| Quelle: Cassini und INSEE |      |      |      |      |      |      |

## Wirtschaft
Das Wirtschaftsleben der Gemeinde ist in hohem Maße von der Landwirtschaft, insbesondere der Viehzucht und der Milch- und Käsewirtschaft, bestimmt.

## Geschichte
Der Ort geht wahrscheinlich auf ein um die Mitte des 11. Jahrhunderts gegründetes Kloster zurück, welches zum Besitz der Abtei Saint-Ouen in Rouen gehörte, aber gegen Ende des Jahrhunderts weitgehende Eigenständigkeit erlangte. In den Hugenottenkriegen (1562–1598) wurde das Kloster beschädigt, doch erst in den Jahren der Französischen Revolution wurde es aufgelöst.

## Sehenswürdigkeiten

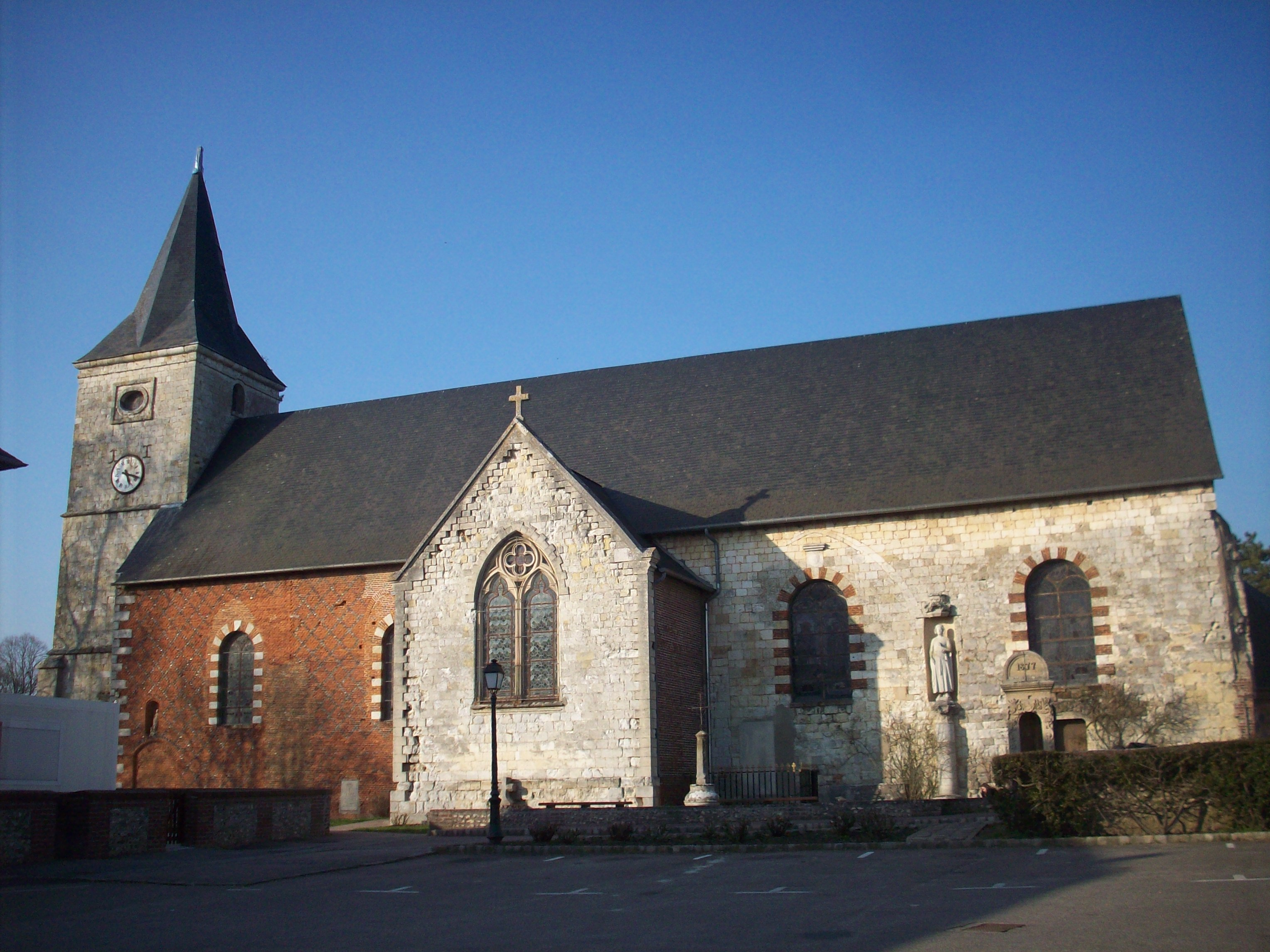
Kirche Saint-Victor

- Kirche Saint-Victor